# عبد العزيز حمادة
عبد العزيز حمادة، لاعب كرة قدم كويتي سابق، ومدرب كرة قدم كويتي حالي.

## مسيرته الكروية
بدأ مسيرته الكروية مع نادي الشباب الكويتي في موسم 1984/1985، وظل معهم حتى موسم 1994/1995، وفي أول موسم له مع نادي السالمية استطاع أن يكون ثاني هدافي الدوري، وقد سجل من نادي السالمية طوال مسيرته الكروية أكثر من 50 هدف، وقد أقيم حفل اعتزاله فيمارس 2001 في مباراة نادي السالمية ونادي العربي الكويتي التي أقيمت في الأسبوع الثالث من الدوري الكويتي تحت رعاية عبد العزيز مبارك الحساوي.
شارك مع منتخب الكويت لكرة القدم في بطولة العرب في عام 1988 في الأردن، ولعب ضمن صفوف منتخب الشباب في بطولة إنجلترا في عام 1987.

## مسيرته التدريبية
بدأ بالعمل كمدرب في نادي السالمية في موسم 1999/2000، وكان مساعدا للمدرب، وبعدها استلم تدريب فريق تحت 16 سنة في النادي، 2000/2001 مساعد مدرب فريق 19 سنة، 2001/2002 مساعد مدرب الفريق الأول، 2002/2003 مدرب فريق 19 سنة, 2003/2004 مساعد الفرق الأول, 2004/2006 مساعد مدرب منتخب البراعم منتخب الكويت.، وفي موسم 2006/2007 انتقل إلى نادي القادسية الكويتي وعمل كمساعد للمدرب محمد إبراهيم، واستمر في عمله في موسم 2007/2008 بقيادة المدرب البرتغالي خوسيه أنتونيو غاريدو، 2008/2009 مساعد مدرب منتخب الكويت الأول لغاية الآن.

## إنجازاته

### إنجازاته كلاعب
- الدوري الكويتي مرتين.
- ثاني الهدافين في الدوري 1994/1995.
- هداف بطولة اندية الخليج 1998/1999 المقامة في جدة.

### إنجازاته كمدرب
- الدوري العام 1999/2000
- كأس ولي العهد 2000/2001
- كأس الأمير 2001/2002
- كأس الأمير 2006/2007 والوصول الي دور قبل النهائي الآسيوي لابطال الدوري مع القادسية.
- كأس الاتحاد الكويتي 2007/2008
- المركز الثاني بطولة اندية الخليج مق القادسية 2006/2007.
- ثاني الدوري الكويتي 2007/2008
- المركز الثاني كأس ولي العهد 2007/2008.
- كأس غرب آسيا مع المنتخب الكويتي الأولمبي 2011\2010
- كأس الخليج 20 مع المنتخب الكويت 2011\2010